# Tiến Thành (phường)
Tiến Thành là một phường thuộc thành phố Đồng Xoài, tỉnh Bình Phước, Việt Nam.

## Địa lý
Phường Tiến Thành có vị trí địa lý: 
- Phía đông giáp các phường Tân Bình và Tân Phú
- Phía tây giáp xã Tân Thành
- Phía nam giáp xã Tiến Hưng
- Phía bắc giáp huyện Đồng Phú.

Phường Tiến Thành có diện tích 25,61 km², dân số năm 2017 là 11.909 người, mật độ dân số đạt 465 người/km².

## Lịch sử
Trước đây, Tiến Thành là một xã thuộc thị xã Đồng Xoài.
Xã Tiến Thành được thành lập vào ngày 1 tháng 9 năm 1999, đồng thời với việc thành lập thị xã Đồng Xoài.
Sau khi thành lập, xã Tiến Thành có 2.420 ha diện tích tự nhiên, dân số là 2.820 người.
Ngày 16 tháng 10 năm 2018, Ủy ban thường vụ Quốc hội ban hành Nghị quyết 587/NQ-UBTVQH14 (nghị quyết có hiệu lực từ ngày 1 tháng 12 năm 2018). Theo đó, thành lập phường Tiến Thành trên cơ sở toàn bộ 25,61 km² diện tích tự nhiên và 11.909 người của xã Tiến Thành, đồng thời chuyển thị xã Đồng Xoài thành thành phố Đồng Xoài thuộc tỉnh Bình Phước.

## Hành chính
Phường Tiến Thành được chia thành 8 khu phố: 1, 2, 3, 4, 5, Làng Ba, Bưng Trang, Suối Cam.